# Arenillas (Ekwador)
Arenillas – miasto w Ekwadorze, w prowincji El Oro, stolica kantonu Arenillas.